# Lithistida
Літисти (Lithistida) — ряд губок класу звичайні губки (Demospongiae).

## Загальна інформація
Масивні, товстостінні губки з чотирьох-і одноосними спікулами, зростаються в щільні неправильні утворення — десмо. У викопному стані відомі з кембрію. (Зайвий синонім літистидні губки.)

## Класифікація
Включає 14 родин:
- Родина Azoricidae Sollas, 1888
- Родина Corallistidae Sollas, 1888
- Родина Desmanthidae Topsent, 1894
- Родина Isoraphiniidae Schrammen, 1924
- Родина Leiodorellidae
- Родина Macandrewiidae Schrammen, 1924
- Родина Neopeltidae Sollas, 1888
- Родина Phymaraphiniidae Schrammen, 1910
- Родина Phymatellidae Schrammen, 1910
- Родина Pleromidae Sollas, 1888
- Родина Scleritodermidae Sollas, 1888
- Родина Siphonidiidae Lendenfeld, 1903
- Родина Theonellidae Lendenfeld, 1903
- Родина Vetulinidae Lendenfeld, 1903

Колишні таксони:
- Таксон (Родина) Daedalopeltidae — прийнятий як Neopeltidae
- Таксон (Родина) Leiodermatiidae — прийнятий як Azoricidae